# Владислав Иванов
Владислав Иванов е български историк и публицист, автор на многобройни изследвания в сферата на средновековната балканска и българска история, кръстоносните походи и Ордена на рицарите на Свети Йоан от Йерусалим, Родос и Малта. 

## Биография
Роден е на 28.11.1979 г. в гр. София. През 1998 г. завършва Класическата гимназия, а в последствие Археология и История в Софийския университет. По време на доктурантурата си специализира в Университета на Малта, Американската школа за класически науки в Атина и Американския научен институт в Истанбул. През 2011г. защитава докторска дисертация на тема „Орденът на хоспиталиерите на Родос като фактор в балканската политика (1300-1421)“. От същата година работи в секция „Средновековни Балкани“ на Института за балканистика при Българската академия на науките.

## Ордени и отличия
- Почетен кръст на Суверенния военен орден на Свети Йоан от Йерусалим, Родос и Малта

### Монографии
- Иванов, Вл. Рицарите йоанити, кръстоносните походи и Балканите (XI–XIII в.). София, Парадигма, 2020, ISBN 978-954-326-426-1

### Студии
- Иванов, Вл. Кръстоносните проекти („Съвети“) на Йоан Торцело и Бертрандон де ла Брокиер – превод и коментар, Епохи, XXXI, 2, Университетско издателство „Св. св. Кирил и Методий“, 2024, с. 321‒341, ISSN:2534-8418
- Ivanov, Vl. MEDIEVAL STUDIES IN THE ÉTUDES BALKANIQUES JOURNAL (2014–2023), Études balkaniques, 2, Институт за балканистика с Център по тракология - Българска академия на науките, 2024, с. 294‒310, ISSN:0324-1645
- Иванов, Вл. Владението на Галиполи и битката при Черномен, Bulgaria Mediaevalis. An International Journal for Medieval Bulgarian and Byzantine Studies XII. Bulgarian Historical Heritage Foundation, Sofia, 2023, с. 251‒273, ISSN:1314-2941.
- Иванов, Вл. Към проблема за появата на огнестрелното оръжие по българските земи. Bulgaria Mediaevalis. An International Journal for Medieval Bulgarian and Byzantine Studies, XI. Sofia, Bulgarian Historical Heritage Foundation, 2022, с. 505‒524, ISSN:1314-2941.
- Иванов, Вл. Лудолф фон Зюдхайм за пътя до Светата земя, Морея, Константинопол, Ефес и Егейските острови. Bulgaria Mediaevalis. An International Journal for Medieval Bulgarian and Byzantine Studies, X. Sofia, Bulgarian Historical Heritage Foundation, 2022, с. 227‒240, ISSN:1314-2941.
- Иванов, Вл. Православно-балканската коалиция в началото на XIV в. – В: Гласови и слике: облици комуникације на средњовековном Балкану (IV–XVI век), Византолошки институт Српске Академиjе Наука и Уметности Посебна Издања Књига, 48, Београд, 2020, 243‒270, ISSN:978-86-83883-27-1.
- Иванов, Вл. Военномонашеският орден на хоспиталиерите и Балканите (1204‒1421). – В: Ал. Николов; Вл. Иванов; Н. Дюлгеров; С. Хинковски; К. Йорданов (съавтори), Западната експанзия на Балканите: военномонашеските ордени и италианските морски републики XII‒XV век. София, Университетско издателство „Св. Климент Охридски“, УХК „Алма матер“, 2018, с. 59‒113, ISBN 978-954-07-5020-0.

### Статии
- Иванов, Вл. „Гръцкият” проект на ордена на св. Йоан Йерусалимски. ‒ Във: Вл. Станев (ред.), XVII Кюстендилски четения 2010 г. „Провалите в историята”, Исторически факултет , СУ „Св. Климент Охридски”, Регионален исторически музей – Кюстендил, София, 2012, с. 117‒128. ISBN 978– 954– 8191– 19– 7.
- Иванов, Вл. Три описания на битката при Анкара, Балкани, Кн. 1/2012. Институт за балканистика с Център по тракология „проф. Ал. Фол” при БАН – София, 2012, с. 84‒88. ISSN: 1314-4103.
- Иванов, Вл. Татарите и България (XIII‒XIV в.). – В: Ив. Попова; Ал. Николов; Н. Дюлгеров (съст и ред.), Mediaevalia. Quod Deus Vult. Сборник в чест на проф. дин Красимира Гагова. София, 2013, с. 337‒348. ISSN: 1314-2755.
- Иванов, Вл. Военните (военномонашеските) ордени в Средновековието, Алманах, Брой 1, Година I, МИО (Младежка Историческа Общност), София, 2015 г., с. 21‒30. ISSN: 2367-802X.
- Ivanov, Vl. The Knights Hospitaller of Rhodes and their Involvement in the Balkan Political Affairs (1300–1421 AD). – In: “Bulgarian-German Scientific Cooperation: Past, Present and Future”, Proceedings of the Humboldt-Kolleg, Sofia, 26‒28 November, 2015. Sofia, 2016, pp. 129‒136. ISBN: 978-619-00-0517-9.
- Иванов, Вл. Пътешествието на Ибн Батута в Турция през 30-те год. на XIV в. (I част), Алманах II/5, МИО (Младежка Историческа Общност), София, 2016, с. 94‒100, ISSN 2367-802X.
- Иванов, Вл. Пътешествието на Ибн Батута в Турция през 30-те год. на XIV в. (II част), Алманах III/6, МИО (Младежка Историческа Общност), София, 2017, с. 65‒78, ISSN 2367-802X.
- Иванов, Вл. Пътешествието на Ибн Батута в Турция през 30-те год. на XIV в. (III част), Алманах III/7, МИО (Младежка Историческа Общност), София, 2017, с. 67‒74, ISSN 2367-802X.
- Ivanov, Vl. The Eurasian Nomads and the Balkans in the Early 1000’s. – In: D. Borozan (ed.), The 1000th Anniversary of St. Jovan Vladimir. Proceedings from the Scientific Conference, October 21, 2016, MASA, Podgorica. Podgorica, 2017, pp. 65‒75, ISBN 978-86-7215-399-6.
- Иванов, Вл. Как се разделя християнският свят? Начало на конфронтацията между православния Изток и католическия Запад. – В: Хармония в различията. София, Академично издателство За буквите ‒ О писменехь, 2018, с. 63‒70, ISSN 2367-7899.
- Иванов, Вл. Сарацинските пирати и „Свещената война“ в Западното Средиземноморие през VIII‒X в., В: Годишник на Историческия факултет на ВТУ „Св. св. Кирил и Методий“, Изследвания в чест на 60-годишнината на проф. д-р Красимира Мутафова, Година II (XXXIV), XXXIV. Велико Търново, Университетско издателство „Св. св. Кирил и Методий“, 2019, с. 72‒82, ISSN: 2603-3534.
- Иванов, Вл. За „необичайното“ българско име „Нергиса“ (Nergise) във венециански документи от края на XIV и началото на XV в., Времена, 16, Сдружение Скрипториум, 2019, с. 60‒64, ISSN: 2367-5527.
- Иванов, Вл. Съдбата на тамплиерите и хоспиталиерите взети в плен в битката при Хатин през 1187 г., Времена, 17, Сдружение Скрипториум, 2019, с. 20‒24, ISSN: 2367-5527.
- Иванов, Вл. Ереста на българите и патарените в Chronica Majora на Матю Парис. ‒ В: Хармония в различията. София, Академично издателство За буквите ‒ О писменехь, 2019, с. 235‒241, ISSN: 2367-7899.
- Иванов, Вл. Зеленият граф на Савоя, Будител, 3, Сдружение „Кръг Будител“, 2020, с. 39‒46, ISSN: 1312-7829.
- Иванов, Вл. Бележки върху средновековната търговия с роби, Времена, 18, Сдружение Скрипториум, 2020, с. 2‒12, ISSN: 2367-5527.
- Иванов, Вл. „Тамплиерът от Тир“ ‒ Обсадата на Акра през 1291 г., Времена, 19, Сдружение Скрипториум, 2021, с. 172‒179, ISSN: 2367-5527.
- Иванов, Вл. Един хоспиталиерски извор за битката при Хомс от 1281 г., Времена, 21, Сдружение Скрипториум, 2021, с. 22‒28, ISSN: 2367-5527.
- Иванов, Вл.. Битката при Арсуф според Itinerarium Peregrinorum et Gesta Regis Ricardi. Времена, 22, Сдружение Скрипториум, 2022, с. 62‒72, ISSN: 2367-5527.
- Иванов, Вл. Рицарите йоанити и Балканите през XI‒XIII в. – В: Дриновский збiрник/ Дриновски сборник, XV, Харкiв- София, Академично издателство „Марин Дринов”, 2022, с. 89‒105, ISSN: 2218-0567.
- Иванов, Вл. Орденът на хоспиталиерите и Третия кръстоносен поход, Времена, 22, Сдружение Скрипториум, 2022, с. 53‒61, ISSN: 2367-5527.
- Иванов, Вл. Знамения за турските нашествия във „Византийска история“ (Ρωμαϊκή Ιστορία) на Никифор Григора. – В: Mirabilia: времена, пространства и митове, Studia Balcanica 36, София, Институт за балканистика с Център по тракология „Проф. Ал. Фол”, 2023, с. 178‒188, ISBN 978-954-326-508-4.